# 里奧代爾 (加利福尼亞州索諾馬縣)
里奧代爾（英語：Rio Dell）是位於美國加利福尼亞州索諾馬縣的一個非建制地區。該地的面積和人口皆未知。

## 地理
里奧代爾的座標為38°29′57″N 122°54′26″W / 38.49917°N 122.90722°W，而該地的平均海拔高度為36米（即118英尺）。